# Хлевний Врх
Хлевний Врх (словен. Hlevni Vrh) — поселення в общині Логатець, Осреднєсловенський регіон, Словенія. Висота над рівнем моря: 653,9 м.